# Республиканский союз
Республиканский союз (фр. Union républicaine) или оппортунисты (от лат. opportunitas — удобство), также партия Гамбетты, — политическая левоцентристская группировка во Франции, основанная в феврале 1871 года Леоном Гамбетта.

## История
Гамбетта называл свою политику политикой результатов. «Чтобы удержаться у власти, — говорил он в Марселе 7 января 1878 года, — республиканская партия должна сделаться партией министерской. Год власти плодотворнее, чем 10 лет самой героической оппозиции». Ради высказанной в этих словах цели Гамбетта отказался от своей прежней радикальной программы, сохранив из неё лишь один существенный пункт — выборы по спискам (фр. scrutin de liste), от которого его последователи впоследствии отказались, когда эта система выборов оказалась удобной для их врага, генерала Буланже.
Враги Гамбетты из крайнего левого лагеря называли его политику оппортунистской, то есть политикой приспособления к обстоятельствам. Постепенно эту кличку стали усваивать и те, к кому она прилагалась: в 1890 году один из видных представителей партии, Жозеф Рейнах, назвал сборник своих статей «Оппортунистская политика» (фр. Politique opportuniste; Париж, 1890), объяснив в предисловии, что не считает более нужным отказываться от имени оппортунистов, хотя ни Гамбетта, ни ближайшие его последователи не употребляли этого выражения.
После Гамбетты оппортунистская партия всё более и более склонялась вправо, привлекая к себе элементы из лагеря консервативных республиканцев, а потом даже из присоединившихся монархистов. Её программа всё более и более теряла прогрессивный характер и обращалась в программу консервативно-буржуазную.
Оппортунисты протестовали:
- против пересмотра конституции в демократическом духе,
- против отделении церкви от государства,
- против подоходного налога,
- против фабричного законодательства;
- были сторонниками колониальной политики и протекционизма;
- во время стачек оппортунистские министерства всегда были на стороне фабрикантов.

Окончательный толчок вправо дало Республиканскому союзу радикальное министерство Леона Буржуа (1895—1896), объединившее все радикальные элементы и заставившее сплотиться элементы умеренные и консервативные; но как раз с этого времени название «оппортунизм» понемногу выходит из употребления.
Со времени правительства Гамбетты (1881) власть, с короткими перерывами (правительства Флоке и Буржуа), постоянно была в руках оппортунистов разных оттенков; к ним принадлежали президенты республики Сади Карно, Жан Казимир-Перье и Феликс Фор. Наиболее видные представители оппортунизма после Гамбетты были Жюль Ферри, Пьер Мари Вальдек-Руссо и Огюст Бюрдо.